# Урбанович, Иосиф Павлович
Иосиф Павлович Урбанович (иногда Иосип; 3 апреля 1907 года — погиб 20 июля 1944 года) — один из руководителей антифашистского Сопротивления в Западной Белоруссии, активный член коммунистической партии (КПЗБ).

## Биография
Родился в деревне Шейпичи Пружанского района Брестской области. Занимался подпольной, просоветской деятельностью на территории Польши, ещё до войны приобрёл на этом поприще определённую известность. С осени 1939 года работал председателем Ружанского поселкового Совета. С августа 1941 включился в борьбу с оккупантами. Секретарь подпольных антифашистских комитетов. Некоторое время жил в землянке у дома юного пионера-героя Барана.
Организовал разгром немецкого гарнизона в г. Коссово (2 августа 1942). Летом 1943 командир партизанской бригады им. П. К. Пономаренко. Погиб от рук партизан-мародёров, грабивших местное население и разоружавших действующих партизан. При попытке их остановить сидевший на лошади Урбанович был застрелен из пистолета. Похоронен в 13 км от деревни Верешки Ивацевичского района на братском кладбище (оно же партизанское кладбище в Гута-Михалин). Обоих мародёров позднее поймали и судили партизаны. Один из них был приговорён к повешению, другой к расстрелу.

## Память
В Пружанах есть улица Урбановича. Такая улица есть и в Коссово, и в Ворониловичах. В Ружанах установлены памятник и мемориальная доска, есть сквер и также улица его имени.